# Steven Genter
Steven Genter (Artesia, 4 de enero de 1951) es un nadador estadounidense retirado especializado en pruebas de estilo libre, donde consiguió ser campeón olímpico en 1972 en los 4x200 metros libre.

## Carrera deportiva
En los Juegos Olímpicos de Múnich 1972 ganó la medalla de oro en los 4x200 metros libre, con un tiempo de 7:35.78 segundos que fue récord del mundo, por delante de Alemania del Oeste y la Unión Soviética (bronce); en cuanto a las pruebas individuales ganó plata en 200 y 400 metros libre, tras su compatriota Mark Spitz y el australiano Brad Cooper, respectivamente.